# Enfant de la ville
Albums de Grand Corps Malade
Midi 20
(2006) 3e Temps
(2010)
Singles
1. Comme une évidence
Sortie : mars 2008
2. Du côté chance
Sortie : décembre 2009

Enfant de la ville est le deuxième album studio de Grand Corps Malade, sorti le 31 mars 2008.
Plus profond dans les textes et avec des accompagnements musicaux plus affirmés, cet opus exprime notamment la notoriété nouvelle du chanteur, sous forme d'hommage (Du côté chance) ou d'autodérision (Underground).

## Liste des titres
1. Mental (musique de S Petit Nico)
2. Je viens de là (musique de S Petit Nico)
3. Comme une évidence (musique de S Petit Nico)
4. 4 Saisons (musique d'Alain Lanty)
5. Pères et mères (a cappella)
6. À la recherche (feat. Kery James et Oxmo Puccino) (musique de Gilles Bourgain, Tout Finira Bien)
7. Le Blues de l'instituteur (musique de Yannick Kerzanet et Feed Back)
8. Rétroviseur (musique de Baptiste Charvet)
9. J'écris à l'oral (musique de Feed Back et Alejandro Barcelona)
10. Enfant de la ville (musique de Feed Back)
11. La nuit (musique de S Petit Nico)
12. J'ai pas les mots (musique de Stéphane Palcossian)
13. Avec Eux (musique de Feed Back)
14. Underground (musique de Feed Back)
15. L'appartement (a cappella)
16. Du côté chance (musique de JB de Diez Records)
17. Changer le temps (feat. Sophia Malou et Loubaki)
18. Envers et contre tout

## Crédits

### Musiciens
- Violons : Hervé Cavelier (1,4,8,10,14,16), Hélène Corbellari (1,4,8,10,14,16)
- Alto : Nathalie Carlucci (1,4,8,10,14,16)
- Violoncelle : Florence Hennequin (1,4,8,10,16)
- Cor anglais/Hautbois : Dominique Trocaz (1)
- Guitare : Guillaume Farlet (2,10,13,16), Thomas Frémont (2,10), Yannick Kerzanet (7), Stéphane Palcossian (12)
- Guitare basse : Xavier Zoly (2,3,4,8,10,13,14,16)
- Claviers/Piano : Elie Chémali (2,8,9,10,14,16), Vahan Mardirossian (11), Alain Lanty (4)
- Batterie : Jean-Baptiste Cortot (2,8,10,14,16)
- Flûte traversière : Gilles Bourgain (6,14)
- Flûte : Vincent Chavagnac (3)
- Trompette bugle : Éric Mula (3)
- Trombone : Christian Fourquier (3)
- Accordéon : Alejandro Barcelona (4,9)
- Percussions : Feed Back : timbale électronique (1), percus (2,6,7,8,10,13,14,16), caisse claire (3)
- Saxophone : Florent Hubert (6)
- Contrebasse : Simon Tailleu (6)
- Caisse claire : Charles-Émile Hubert (6)

### Équipe technique
- Production : Jean-Rachid pour Anouche Productions
- Réalisation : Feed Back (Patrick Ferbac)
- Arrangements des cordes / direction d'orchestre : Gérard Daguerre
- Prises de son / Mixage : Nico (staf) Stawski
- Mastering : Éric Chevet chez Masterdisk Europe
- Photos livrets studio : Jean-Michel Delage
- Photos couverture et extérieurs : Stefan Rappo
- Graphisme : designppk08

## Reprises
Le titre Je viens de là est repris en 2019 dans le générique du long métrage La Vie scolaire par Grand Corps Malade et une partie des interprètes du film. Cette chanson est par ailleurs présente sur l'album live Grand Corps Malade en concert paru en 2009.